# Jean Klein
Jean-Claude Pierre Klein (Créteil, 22 de junio de 1944-Gap, 1 de diciembre de 2014) fue un deportista francés que compitió en remo como timonel. Participó en los Juegos Olímpicos de Roma 1960, obteniendo una medalla de plata en la prueba de cuatro con timonel.

## Palmarés internacional
| Juegos Olímpicos | Juegos Olímpicos | Juegos Olímpicos | Juegos Olímpicos   |
| Año              | Lugar            | Medalla          | Prueba             |
| ---------------- | ---------------- | ---------------- | ------------------ |
| 1960             | Roma (Italia)    | Medalla de plata | Cuatro con timonel |